# Centro de Artes de Mineral de Pozos
El Centro de Artes de Mineral de Pozos es un edificio del Gobierno de Guanajuato finalizado en 2017 en el Pueblo Mágico de Mineral de Pozos, Guanajuato.
El edificio original fue la Escuela Modelo de Porfirio Díaz y el centro fue construido a modo de restauración.

## Historia
La Escuela Modelo permaneció en ruinas por décadas hasta que inversionistas a través de la Asociación Civil Señores de Pozos y ejidatarios donaron la escuela al gobierno de Guanajuato.
La restauración duró tres años y estuvo a cargo de Patrimonio Guanajuato A.C. junto con urbanistas, antropólogos y especialistas del Instituto Nacional de Antropología e Historia que supervisaron la obra para respetar el diseño original.

## Espacios
Cuenta con áreas para la exhibición y producción de arte, museo, cineteca, tienda de artesanías, auditorio y salas de conferencias, entre otros espacios.
Frente a la construcción original, se creó un edificio para albergar talleres de pintura, fotografía y escultura para no afectar el inmueble histórico.